# Lew'Lara\TBWA
A Lew'Lara\TBWA é uma empresa brasileira de publicidade. Em 2010, foi premiada no Effie Awards Brasil 2010 na categoria "Sem Fins Lucrativos".